# Strand (Struppen)

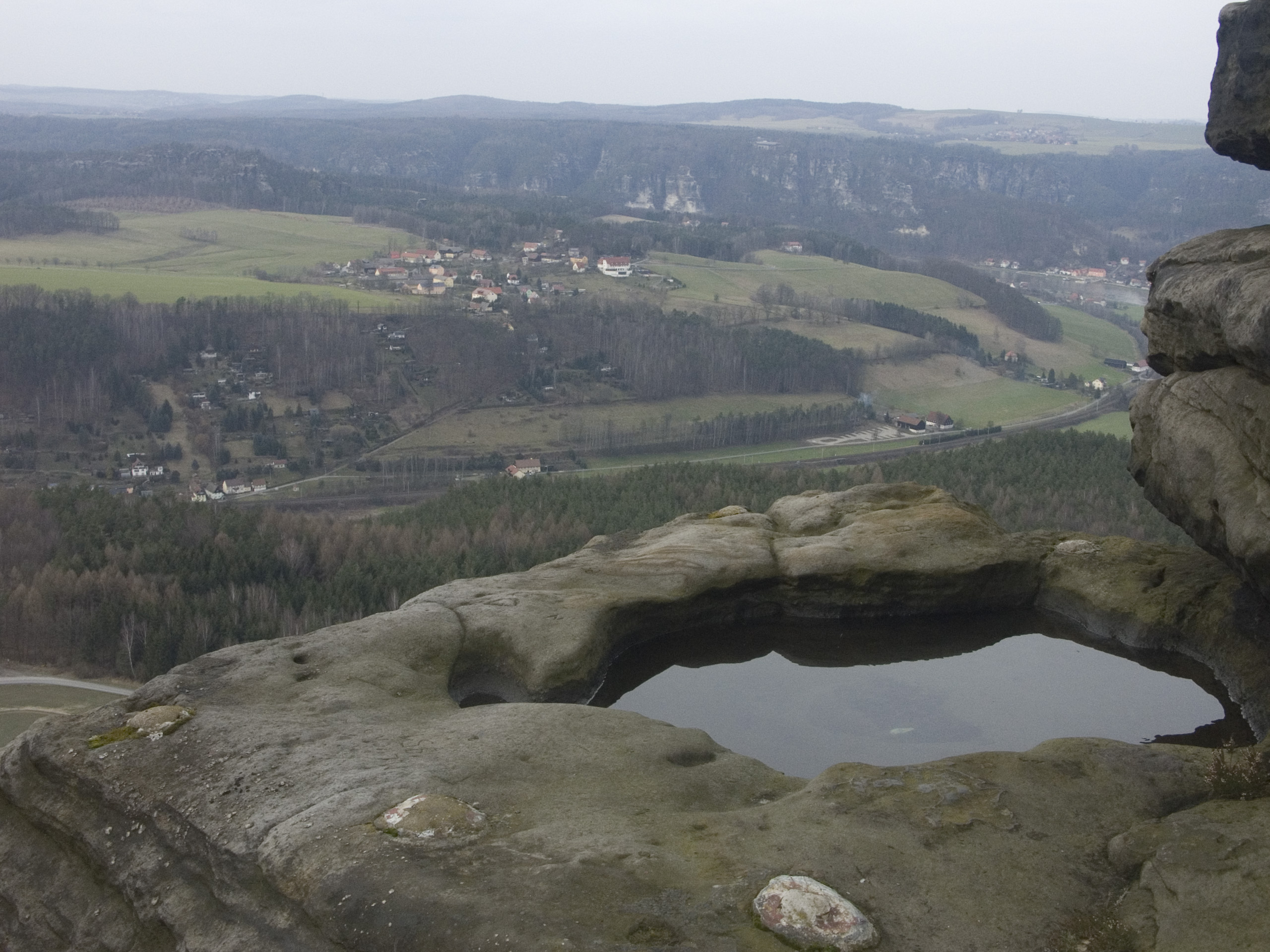
Blick vom Lilienstein auf Strand (im Tal) und Weißig in der darüber liegenden Ebenheit; im Tal am rechten Bildrand: Rathen

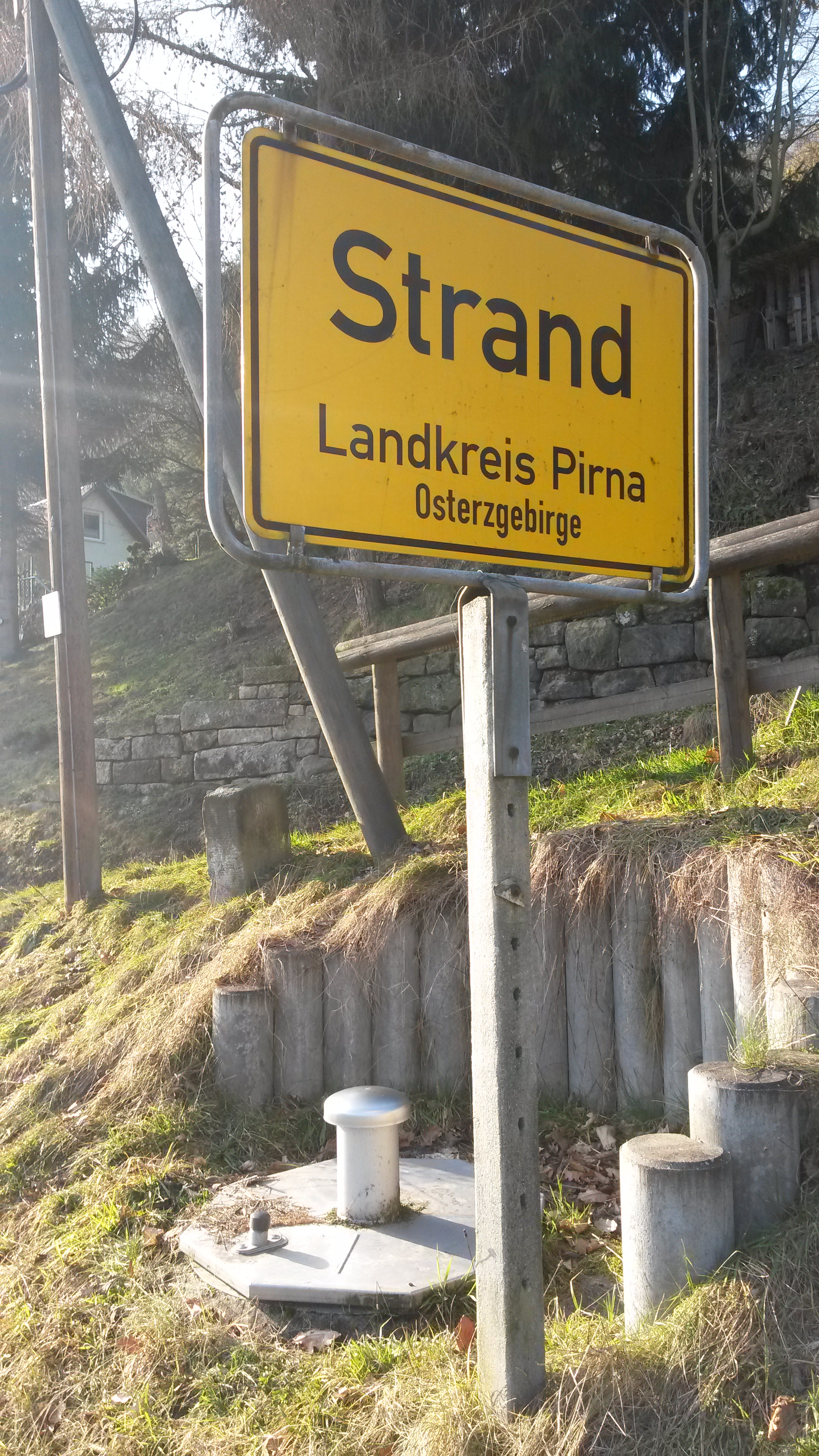
Ortseingangsschild

Strand ist eine Ortslage und Siedlung, die zum Ortsteil Weißig der Gemeinde Struppen im Landkreis Sächsische Schweiz-Osterzgebirge in Sachsen gehört.

## Geographie
Strand liegt etwa in der Mitte zwischen Königstein und Rathen am linken Ufer der Elbe in deren engem Durchbruchstal durch die Sächsische Schweiz. Die wenige Hektar große Grundfläche der Ortslage ist der einzige im Tal gelegene Bereich der Gemarkung Weißig, die sonst zum größten Teil auf einer Ebenheit liegt. Zu dieser Ebenheit steigt das Gelände unmittelbar nordwestlich des Ortes in einer etwa 100 Meter hohen Stufe steil an, etwas weiter südwestlich im Bereich des Steinbruchs „Niedere Kirchleite“ teils sogar senkrecht. Auf der anderen Elbseite, gegenüber von Strand, erhebt sich der Lilienstein, ein 415 Meter hoher markanter Tafelberg. Weitere Berge des Elbsandsteingebirges in der näheren Umgebung sind der Rauenstein im Nordwesten, die beiden Bärensteine im Westen und der südlich gelegene Königstein mit seiner bekannten Festung. Unmittelbar am Elbufer von Strand liegt das Flächennaturdenkmal „Elblache Weißig-Strand“. Das Teichbiotop ist rund 330 Meter lang, hat eine Fläche von etwa 1,2 Hektar und wurde 1995 weitreichend saniert. Ein künstlicher Damm trennt die längliche Elblache von der Elbe ab.
Nächstgelegene Orte sind Weißig, dessen Ortskern 500 Meter nördlich liegt, das ebenfalls zu Struppen gehörende Thürmsdorf (1,5 Kilometer südwestlich) und der Bad Schandauer Ortsteil Waltersdorf (zwei Kilometer nordöstlich). Südlich benachbart liegen die Königsteiner Ortsteile Elbe (linkselbisch) sowie Halbestadt und Ebenheit (beide rechtselbisch). Die direkt nordöstlich angrenzenden Fluren gehören zum Rathener Ortsteil Oberrathen. Der nur aus wenigen Häusern bestehende Ort Strand zieht sich entlang dem Elberadweg und darf per Kraftfahrzeug nur von Anliegern angesteuert werden. Zugänglich ist er zudem zu Fuß aus Richtung Weißig. Die Anschrift der Grundstücke lautet schlicht „Strand“ zuzüglich der jeweiligen Hausnummer. Eine direkte Anbindung an den ÖPNV besteht nicht, allerdings verläuft die Bahnstrecke Děčín–Dresden-Neustadt durch den Ort. Die Gleise trennen die Siedlung von der Elblache ab; auf ihnen verkehren unter anderem Züge der S-Bahn Dresden (Linie S 1), deren nächster Halt das rund zwei Kilometer nördlich gelegene Rathen ist.

## Geschichte

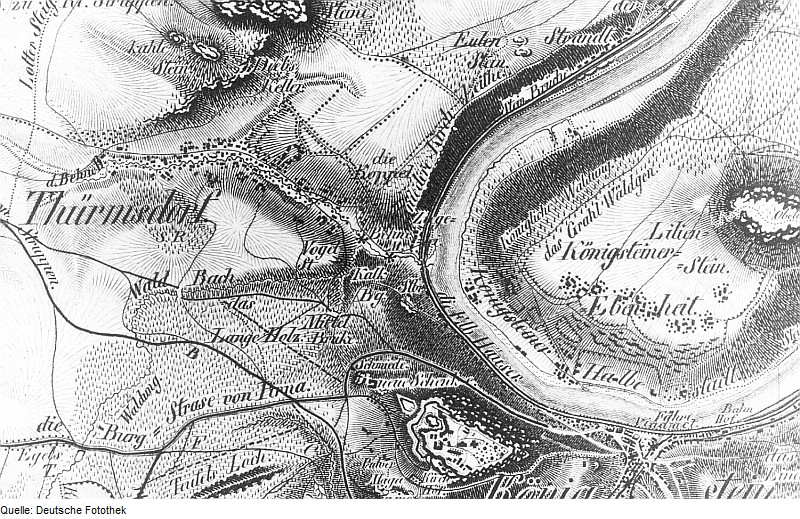
„der Strandt“ (oben rechts) auf einer Karte aus dem Oberreitschen Atlas, Mitte des 19. Jahrhunderts

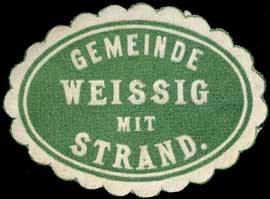
Siegelmarke der Gemeinde Weißig mit Strand. Die Eingemeindung Strands nach Weißig erfolgte 1865.

Der Ortsname ist slawischen, sicher sogar tschechischen Ursprungs (die nahe Festung Königstein war bis ins frühe 15. Jahrhundert böhmisch), obgleich die für eine exakte Herleitung wichtigen Nachweise aus dieser frühen Zeit fehlen. Seine rekonstruierte Urform dürfte *Straniščě gelautet haben und somit auf *strana, dt.: ‚Abhang, Leite‘ (vgl. das ebenfalls im Elbsandsteingebirge gelegene Labská Stráň, dt.: Elbleiten, und die Lage von Strand unter der „Niederen Kirchleite“) zurückgehen. Demnach bedeutet der Ortsname ‚Siedlung am Rande (der Elbe)‘ bzw. ‚Siedlung am Abhang‘. Erst später wurde das deutsche Wort ‚Strand‘ eingedeutet, wobei die Nachbarschaft zum Elbufer eine Rolle gespielt haben mag.
Belegt ist der Ortsname seit dem 15. Jahrhundert zunächst als Flurname, so 1428 als die „Strannischen wiesenn“ und 1466 als die „Strenisse wesse“. Die Schreibweise „Strainisch wysen“ ist 1548 in Gebrauch, die „Streinsche Wiese“ ist 1558 verbürgt. Anfang des 17. Jahrhunderts errichteten Häusler auf diesen Wiesen drei Gebäude, bis zum 18. Jahrhundert bildete sich die bis heute bestehende Häuslerzeile heraus. Sie wurde 1755 unter dem Namen „Strand als Kirchlehen und mit 9 Strandhäusern“ erwähnt und 1791 als „Strandgemeinde b. Königstein“ bezeichnet. Eingepfarrt war und ist der Ort ins benachbarte Königstein. Strand hatte 1764 den Status eines Amtsdorfes und unterstand damit in grundherrschaftlicher, erbgerichtlicher und verwalterischer Hinsicht direkt dem Amt Pirna, 1816 dann dem Amt Pirna links der Elbe. Um 1830 waren die Einwohner des Ortes zumeist als Steinbrecher, Fischer oder Bomätscher tätig. 
Im Zusammenhang mit Uferbegradigungen zur Verbesserung der Schiffbarkeit wurde von 1839 bis 1842 ein Damm errichtet, der die Elbe in ein engeres Bett zwang, die heutige Elblache Strand abtrennte und so die Herausbildung des stehenden Gewässers förderte. Zuvor hatte sich direkt auf der Höhe von Strand ein sogenannter Heeger (eine kleine Elbinsel, siehe Liste der Elbinseln) befunden. Der auf alten Karten verzeichnete Begriff „Strandfurt“ oder „Schnelle Furth“ deutet auf einen alten Elbübergang an dieser Stelle hin. Die Insel wurde jedoch als Abflusshindernis ausgemacht und abgebaggert. Dennoch war Strand vom Elbhochwasser 1845 stark betroffen. Um 1850 wurde die Bahnstrecke von Dresden nach Bodenbach gebaut, die auf dem schmalen Streifen zwischen dem Ort und der Elbe verläuft. 
Ursprünglich bildete Strand mit Hütten und Elbe eine Landgemeinde, bis es 1865 nach Weißig eingemeindet wurde. Die Größe der Parzellenflur von Strand hatte 1843 fünf Hektar betragen. Im Jahr 1856 zählte der Ort zum Gerichtsamt Königstein und kam 1875 zur Amtshauptmannschaft Pirna. Im Jahr 1900 gab es 13 Häuser im Ort. Davon mussten in der Endphase des Zweiten Weltkriegs fünf weichen, nachdem die NS-Machthaber den benachbarten Steinbruch „Niedere Kirchleite“ 1944 zum Standort des Objekts Schwalbe II auserkoren hatten. Häftlinge aus dem KZ-Außenlager Königstein, dem Kriegsgefangenenlager Sellnitz und weiteren Lagern mussten 20 Stollen in den Steinbruch treiben, um dort eine unterirdische Treibstofffabrik einzurichten, die allerdings nicht mehr in Betrieb ging. Damals gab es Pläne, den ganzen Ort Strand abzureißen. Nach Kriegsende kam Strand als Teil von Weißig 1952 zunächst zum Kreis Pirna, 1973 wurde es nach Thürmsdorf eingemeindet, das 1994 wiederum Struppen zugeschlagen wurde und dann dem Landkreis Sächsische Schweiz angehörte. Seit 1984 feiern die Einwohner des Ortes alljährlich ihr „Strandfest“. Auch das Elbhochwasser 2002 verursachte Schäden in Strand.
Strand war bis 2018 staatlich anerkannter Erholungsort.

## Einwohnerentwicklung
| Jahr | Einwohner |
| ---- | --------- |
| 1755 | 9 Häusler |
| 1834 | 60        |
| 1871 | 69        |
| 1890 | 103       |
| 2006 | 20        |